# 油口蘑
油口蘑（學名：Tricholoma equestre）是傘菌目口蘑屬的一種真菌，最早於1753年由林奈在《植物種志》發表描述，當時被歸於傘菌屬中，名為Agaricus equestris。1871年，德國真菌學家保羅·庫默爾將本種移入口蘑屬中。本種過去為複合種，現已分拆出許多獨立物種。
油口蘑的蕈傘直徑為5—15公分，呈黃色，中心稍帶棕色；蕈柄長4—10公分，呈黃色，基部為棕色；蕈褶亦為黃色，擔孢子為白色。本種可與歐洲赤松與銀冷杉等樹木形成外菌根，在歐洲、北美洲、中美洲、非洲與日本均有分布。
油口蘑過去在歐洲被認為可食，有記載指中世紀的法蘭西騎士會食用本種，農民則食用較為廉價的乳牛肝菌。但也有疑似食用油口蘑後發生蕈類中毒的案例，症狀包括肌肉無力、疼痛、尿液顏色變深、噁心、出汗等，甚至有食用後致死的案例，中毒機制疑似為橫紋肌溶解症。不過也有研究認為沒有足夠證據指本種有毒。北美洲尚無食用本種中毒的案例，有研究認為北美洲的油口蘑實為外型相似的另一物種。